# ECMAScript pour XML
E4X (ECMAScript pour XML ; en anglais, ECMAScript for XML, d'où le 4 par homonymie avec for) est une extension du langage de programmation ECMAScript. Il rend l'utilisation de XML plus facile. Il se veut une alternative à l'interface DOM, afin de permettre l'accès à un document XML de manière plus simple, et plus intuitive aux développeurs.
E4X est intégré à ActionScript 3, le langage de programmation utilisé par Adobe Flash CS3 et Adobe Flex à partir de la version 2.
E4X est implémenté partiellement dans SpiderMonkey, l'interpréteur JavaScript de Gecko (le moteur de rendu utilisé dans les navigateurs web de la famille Mozilla), et dans Rhino, un interpréteur JavaScript, écrit en Java, et développé par la Fondation Mozilla. 
E4X est défini dans le standard ECMA 357. La première édition est parue en juin 2004, la seconde en décembre 2005.
Pris en charge par Firefox, ECMAScript pour XML n'est géré ni par Internet Explorer 7, ni par Opéra 9.
E4X a été déprécié en 2012, et désactivé depuis Firefox 17.
Le langage JSX, créé par Facebook pour le framework JavaScript React, a directement été inspiré de E4X.